# Tye (Hammarö)
Tye is een plaats in de gemeente Hammarö in het landschap Värmland en de provincie Värmlands län in Zweden. De plaats heeft 167 inwoners (2005) en een oppervlakte van 44 hectare.